# Zuidelijke Wandelweg

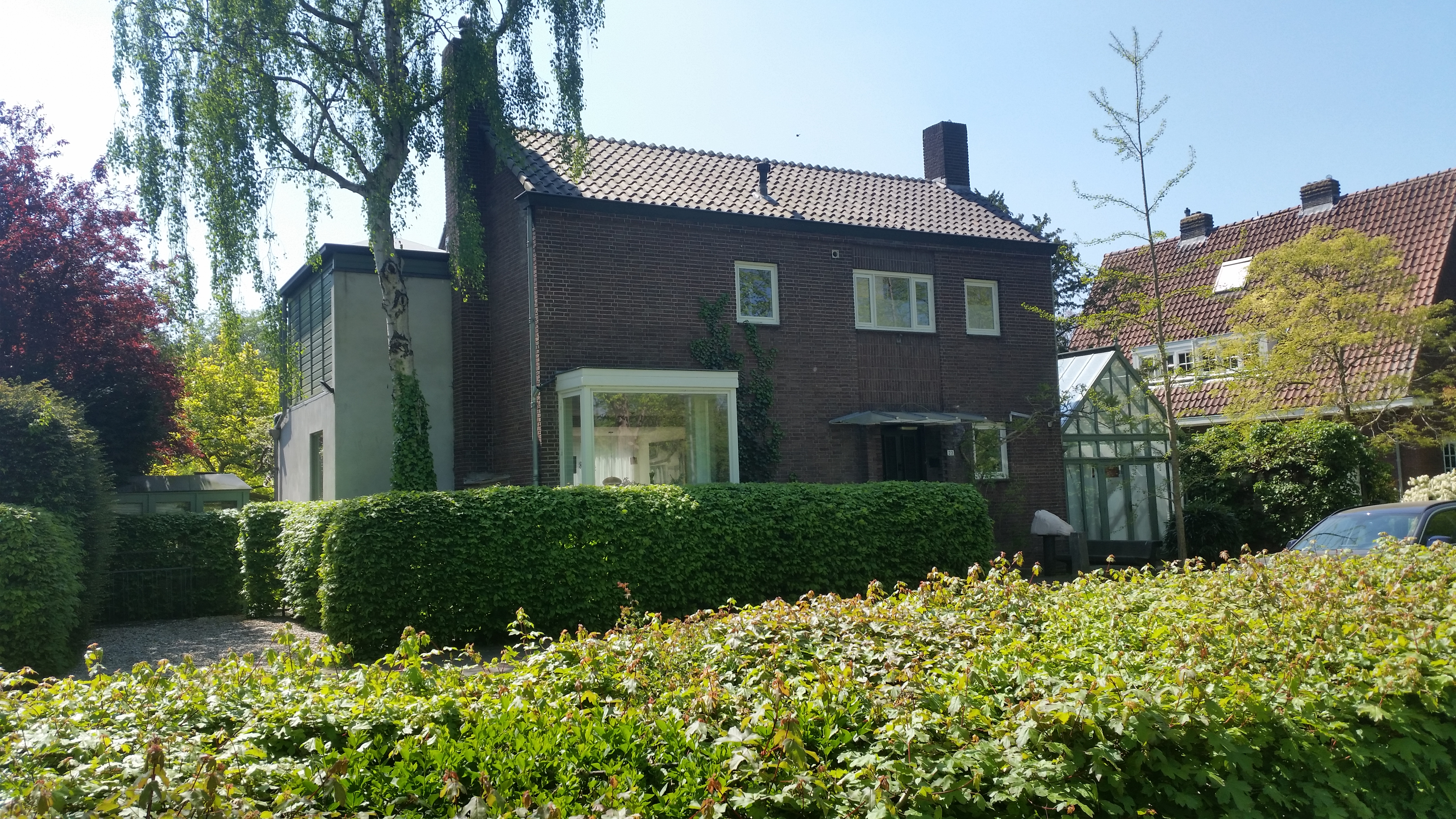
Zuidelijke Wandelweg 23 (april 2020)

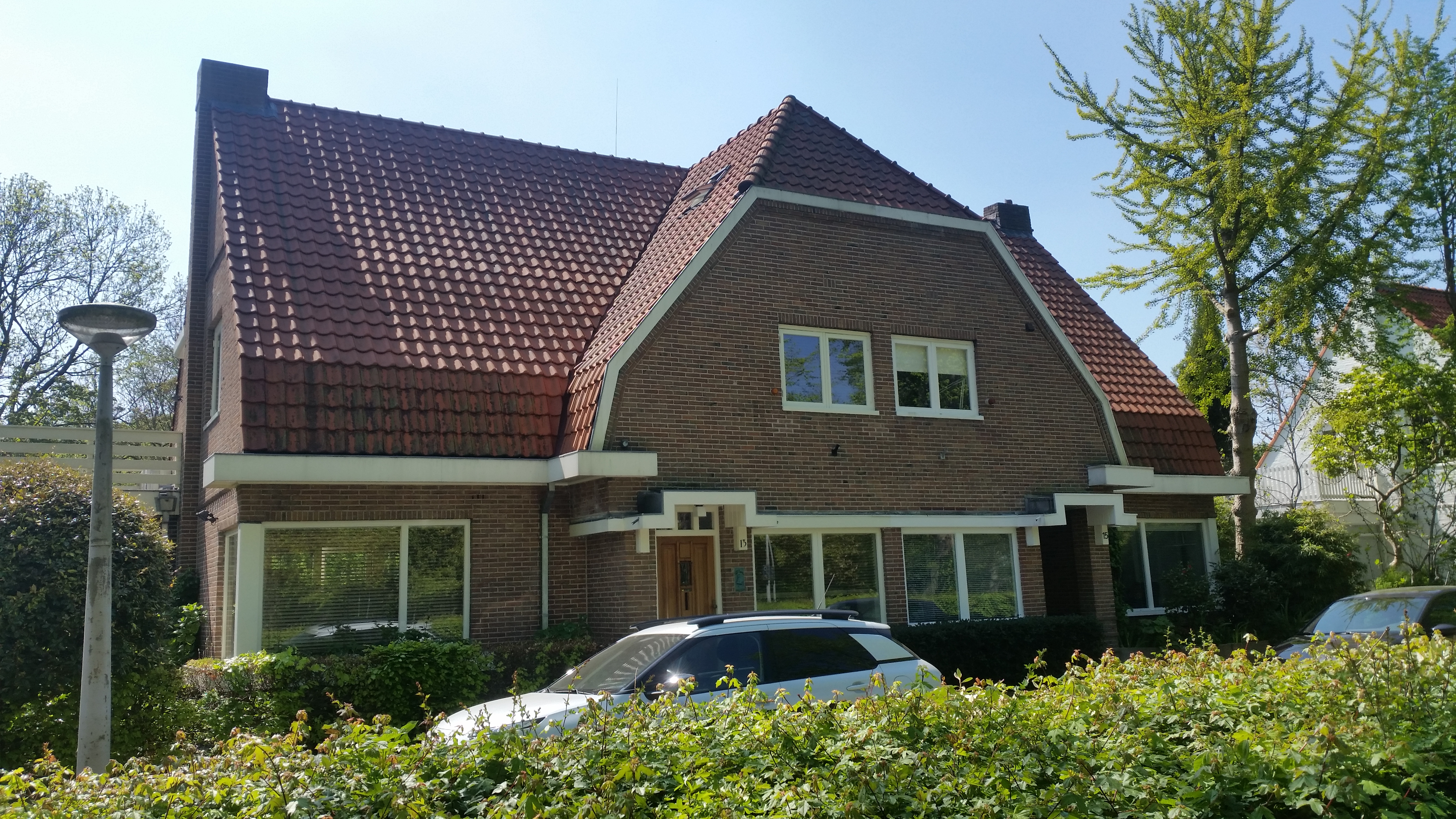
Zuidelijke Wandelweg 13-15 (april 2020)

De Zuidelijke Wandelweg is een straat in Amsterdam-Zuid. 

## Geschiedenis en ligging
Aanvankelijk was het een wandelpad in de gemeente Nieuwer-Amstel, tussen de Amstel/Amstel en de Amstelveenseweg. De gemeente Amsterdam annexeerde een groot deel van die gemeente, zodat het pad binnen Amsterdam kwam te liggen.
Het westelijke deel van het pad is verdwenen in de 20e eeuw, hier is het dijklichaam gelegd waarop de Ringweg-Zuid loopt tussen het beurs- en congrescentrum RAI en de Amstelveenseweg. Het resterende oostelijke deel ligt net ten zuiden van de Amsterdamse Landstrekenbuurt, begint bij de Amsteldijk/Amstel ten zuiden van het Martin Luther Kingpark en ten noorden van begraafplaats Zorgvlied en eindigt bij de Graafschapstraat (ook wel Jacob Soetendorpstraat) nabij de Europaboulevard. 

## Gebouwen
Langs de Zuidelijke Wandelweg zijn gebouwen te vinden binnen allerlei architectonische stijlen. Aan het begin bij de Amstel staat een aantal stadsvilla’s. Nabij de Landstrekenbuurt staan er Airey-woningen en blokken van A.C. Kromhout en J. Groet. Hoe dichter men komt bij de Europaboulevard des te moderner de architectuur. Het laatste stuk straat ligt op de rand van de Zuidas (Kop Zuidas).
Er staat een aantal bijzondere gebouwen aan de straat. Op huisnummer 23 staat een schepping van Auke Komter, op huisnummer 37 Woonhuis Teulings en op nummer 41 een synagoge. Op huisnummer 30 stond vanaf circa 1971 een school ontworpen door de Dienst der Publieke Werken; deze ging in 2017/2018 tegen de vlakte om plaats te maken voor een nieuwe school. Dwars op de straat staat een blok van Piet Zanstra, eveneens uit 1971. In de gevels van huisnummers 9, 11 en 13 zijn gevelstenen te vinden.  

### Woonhuis Teulings
Het woonhuis Teulings is gebouwd in opdracht van de familie Teulings. Die schakelde architect Hein Salomonson (ook voor het interieur) en tuinarchitecte Mien Ruys in. Het bijzondere aan het gebouw is dat het lijkt dat het zich met haar gesloten gevel afwendt van de straat, terwijl de achterzijde aan het water een groot glasgevel heeft. Het werd eerst opgenomen in de lijst Post '65 van Erfgoedvereniging Heemschut en werd in 2012 een gemeentelijk monument.

### Synagoge
Een van de grootste gebouwen is de synagoge van de liberale synagoge op huisnummer 41. Deze had een synagoge aan de Graafschapstraat, doch die werd afgebroken omdat ze niet meer voldeed. Architecten Bjarne Mastenbroek en Uda Visser van SeARCH architecten ontwierpen een nieuwe synagoge, die het uiterlijk kreeg van een grijze blokkendoos. Op en in de gevel zijn elementen aangebracht die naar het Jodendom verwijzen. In verhullende typografie, die de vorm van matzes heeft staat een groet in het Hebreeuws. Over het gehele buitenoppervlak zou een Davidsster zichtbaar zijn; de glaspartijen in de gevel lijken op menora’s, de zevenarmige kandelaars. Er is plek voor 800 gasten. In gevel zijn gevelstenen verwerkt van de oude synagoge.

## Noordelijke Wandelweg
De tegenhanger, de Noordelijke Wandelweg, bestond aanzienlijk korter. Zij werd eveneens aangelegd tussen Amsteldijk en Amstelveenseweg en eindigde bij Het Nederlandsch Sportpark op het latere Stadionplein. In 1917 aangelegd verdween het al in 1922 onder het zand in verband met de stadsuitbreidingen ter plaatse; het sportpark werd in 1929 afgebroken. 